# 新富东县
新富东县（越南语：／）是越南前江省下辖的一个县。

## 地理
新富东县南和西接槟椥省平大县，北接𢄂𥺊县、鹅贡西县和鹅贡东县，东临南海。

## 历史
2008年1月21日，以鹅贡西县新泰社、新富社、富盛社、新盛社4社和鹅贡东县富东社、富新社2社析置新富东县。

## 行政区划
新富东县下辖6社，县莅富盛社。
- 富东社（Xã Phú Đông）
- 富新社（Xã Phú Tân）
- 新泰社（Xã Tân Thới）
- 新富社（Xã Tân Phú）
- 新盛社（Xã Tân Thạnh）
- 富盛社（Xã Phú Thạnh）